# رنف قزم
رنف قزم (الاسم العلمي: Delonix pumila)، نوع من النباتات المُزهرة من فصيلة البقولية. يستوطن مدغشقر.
يقتصر وجود هذا النوع على مساحة صغيرة في جنوب غرب مدغشقر. إنها شجرة صغيرة قزمة يصل ارتفاعها إلى 3 أمتار. تُزرع أحيانًا للزينة.